# Silla Adirondack

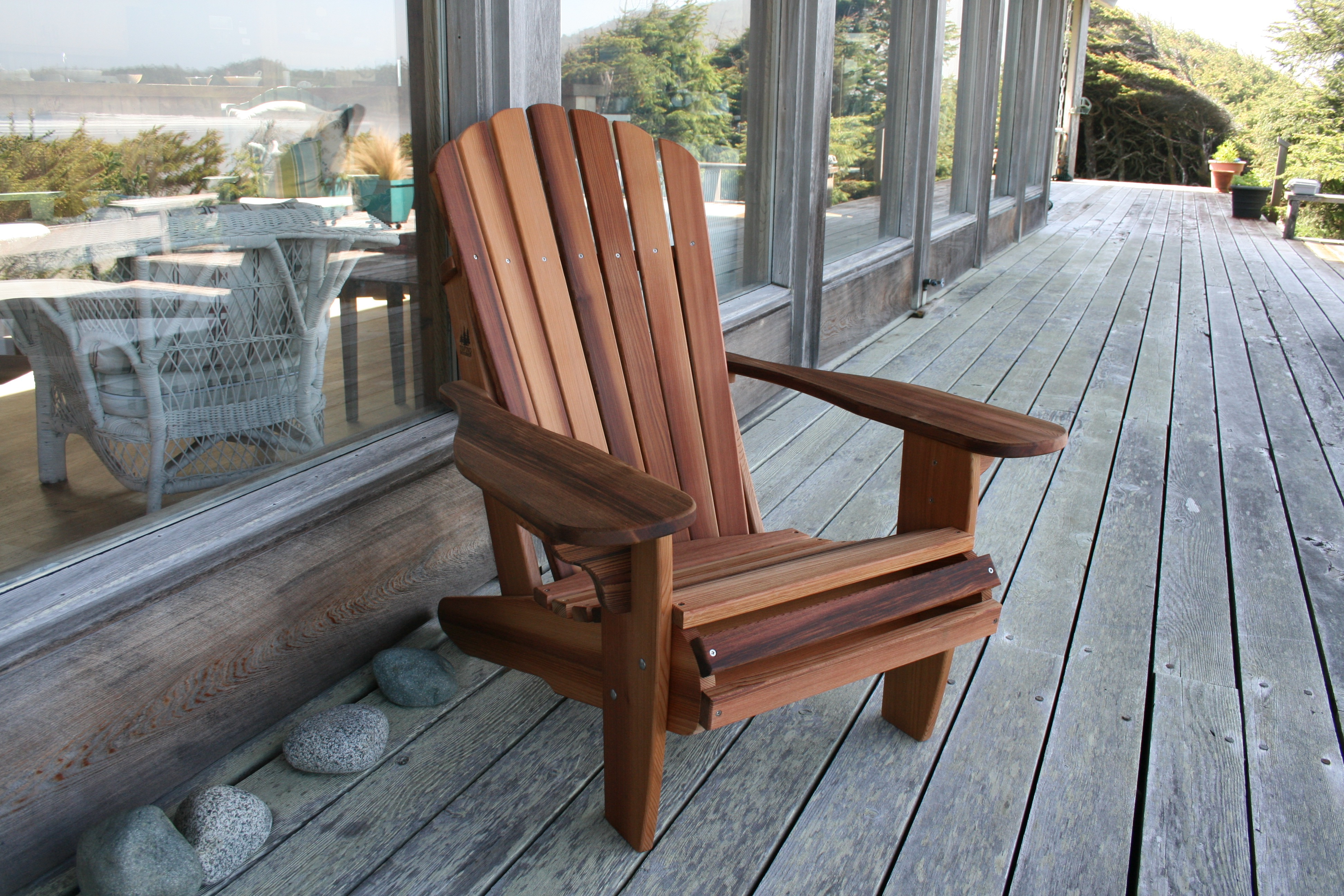
Silla Adirondack.

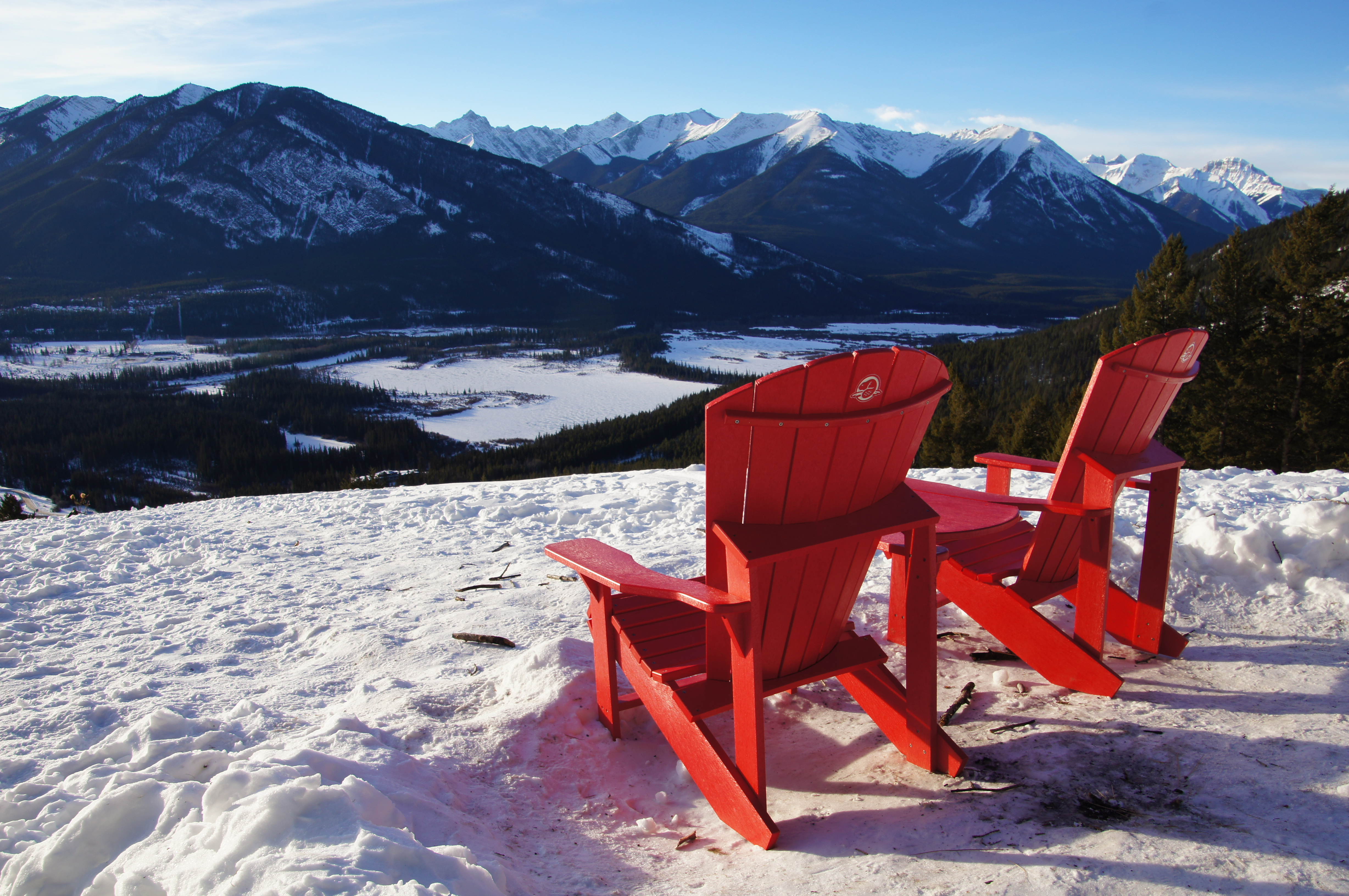
Sillas Adirondack ubicadas para disfrutar el paisaje del valle Bow en Banff Alberta, Canadá.

La silla Adirondack es una butaca al aire libre con amplios reposabrazos, un respaldo alto con listones y un asiento más alto en la parte delantera que en la trasera. Lleva el nombre de las montañas Adirondack. El diseño original presentaba una pequeña cantidad de tablas de madera planas, con el soporte del asiento combinado con las patas traseras.
La primera silla Adirondack fue concebida por Thomas Lee durante sus vacaciones en Westport, estado de Nueva York, en Adirondacks en 1903. Como necesitaba sillas exteriores para su residencia, probó sus primeros modelos con su familia. Una vez que logró el diseño final de una silla de tablones de Westport, se lo ofreció a Harry Bunnell, un amigo de Westport que necesitaba un ingreso para el invierno. Bunnell se dio cuenta rápidamente del potencial comercial de ofrecer un artículo de casa móvil a los estudiantes de Westport, y solicitó y recibió la patente de EE. UU. No. 794,777 en 1905, todo sin solicitar el permiso de Thomas Lee. Durante los vente años subsiguientes, Bunnell fabricó sillas Westport o "sillas Westport", con tablas pintadas de verde o marrón, y las firmó una a una.
Las sillas Adirondack ahora se fabrican a menudo mediante moldeo por inyección y pueden tomar cualquier forma. Desde la década de 1980, a veces se han comercializado en Canadá como sillas Muskoka, a pesar de que el diseño no se originó en Muskoka.